# Energia fantasma
Energia fantasma é uma forma hipotética de energia escura que satisfaz a equação de estado {\displaystyle P=w\rho c^{2}} com {\displaystyle w<-1}. Ela possui energia cinética negativa, e prevê a expansão do universo em excesso daquela prevista por uma constante cosmológica, o que levaria a um Big Rip. A ideia de energia fantasma é frequentemente rejeitada, pois sugeriria que o vácuo é instável, com partículas de massa negativa surgindo do nada. O conceito está, portanto, ligado a teorias emergentes de um fluido escuro de massa negativa continuamente criada, no qual a constante cosmológica pode variar como uma função do tempo.

## Mecanismo de disrupção cosmológica pela energia fantasma (Big Rip)
A existência de energia fantasma poderia causar a expansão do universo se acelerar tão rapidamente que um cenário conhecido como o Big Rip, um possível fim do universo, ocorreria. A expansão do universo alcança um grau infinito em tempo finito, fazendo com que a expansão acelere sem limites. Essa aceleração ultrapassa necessariamente a velocidade da luz (já que envolve a expansão do próprio universo, não partículas se movendo dentro dele), fazendo com que mais e mais objetos deixem nosso universo observável mais rápido do que sua expansão, pois a luz e a informação emitidas por estrelas distantes e outras fontes cósmicas não conseguem "alcançar" a expansão. À medida que o universo observável se expande, os objetos serão incapazes de interagir entre si por meio de forças fundamentais e, eventualmente, a expansão impedirá qualquer ação de forças entre quaisquer partículas, mesmo dentro dos átomos, "rasgando" o universo, tornando as distâncias entre as partículas individuais infinitas.
Uma aplicação da energia fantasma em 2007 foi a um modelo cíclico do universo, que reverte sua expansão extremamente pouco antes do suposto Big Rip.